# La Redonde
La Redonde är en ö i Guadeloupe (Frankrike). Den ligger i den södra delen av Guadeloupe, 22 km sydost om huvudstaden Basse-Terre.